# 救援直升机
《救援直升机》是一款由Dan Gorlin公司制作，Brøderbund发行的游戏。游戏首先于1982年在Apple II发行，之后移植至其它家庭平台。1985年世嘉发行了投币式的街机版。

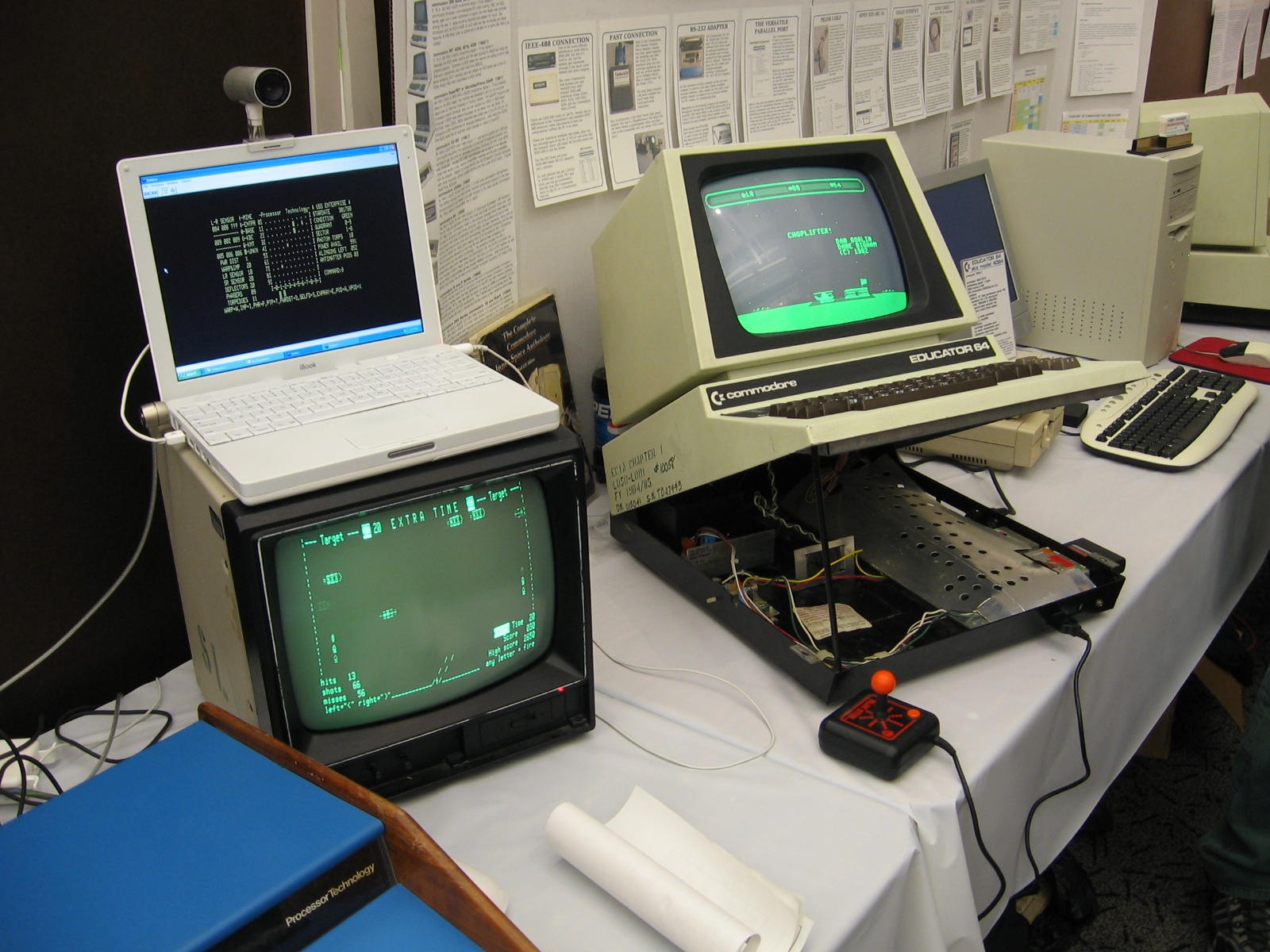
電腦螢幕呈現 Choplifter 遊戲畫面

玩家控制着一个直升飞机。游戏目的是击退敌人的坦克和战斗人员，来营救人质。